# Hiroshi Eda
Hiroshi Eda (japanisch 江田 広 Eda Hiroshi; * 15. April 1977 in Peru) ist ein ehemaliger japanischer Fußballspieler.

## Karriere
Eda begann seine Karriere 1997 beim japanischen Zweitligisten Kawasaki Frontale. 1998 wurde er mit dem Verein Vizemeister der Japan Football League. 1999 feierte er mit dem Verein die Zweitligameisterschaft und den Aufstieg in die erste Liga. 1999 beendete er seine Karriere als Fußballspieler.

## Erfolge
Kawasaki Frontale
- Japanischer Zweitligameister: 1999